# Dodge Intrepid
La Dodge Intrepid est une gamme d'automobiles berlines routières du constructeur américain Dodge. Elle est lancée en 1993 par le groupe Chrysler Corporation (première génération) et renouvelé en 1998 par le groupe DaimlerChrysler (seconde génération).

## Contexte
Le design de l'Intrepid remonte à 1986, lorsque le designer Kevin Verduyn a achevé le design extérieur initial d'un nouveau concept de berline aérodynamique appelée Navajo. Le design n'a jamais dépassé le stade du modèle en argile. C'est également à cette époque que la Chrysler Corporation a acheté le constructeur italien de voitures de sport en faillite, Lamborghini. Le design extérieur de la Navajo a été retravaillé et est devenu la Lamborghini Portofino, lancée en tant que concept au Salon de l'auto de Francfort de 1987. La Portofino a été annoncée comme un triomphe de conception, mettant en mouvement la décision de Chrysler de produire une berline de production avec la conception extérieure révolutionnaire de la Portofino, appelée "cabine avant". La conception cabine avant était caractérisée par un pare-brise long et bas et des porte-à-faux relativement courts. Les roues étaient efficacement poussées dans les coins de la voiture, créant une cabine passagers beaucoup plus grande que les cabines des voitures contemporaines de l'époque.
La conception du châssis a commencé à la fin des années 1980, après que Chrysler ait acheté American Motors Corporation (AMC) en 1987. Pendant ce temps, Chrysler commencait à concevoir le remplacement de la toute nouvelle Dodge Dynasty, qui était une voiture de taille moyenne. Les propositions initiales ressemblaient à la Dynasty, mais cette approche de conception a été entièrement abandonnée en 1988 par François Castaing, ancien vice-président de l'ingénierie et du développement des produits AMC. Comme AMC a été acheté par Chrysler, Castaing est devenu le nouveau vice-président pour l'ingénierie des véhicules pour la nouvelle société. Le constructeur automobile acquéreur avait désespérément besoin de reproduire la culture d'entreprise des marques AMC et Renault où le travail était mené dans une atmosphère "en constante évolution". Castaing a organisé les départements de Chrysler en équipes multifonctionnelles du style de la marque AMC, et a intégré l'utilisation de l'ingénierie simultanée. De plus, la conception du nouveau véhicule, sous la direction de Castaing, a commencé avec la plateforme de l'Eagle Premier.
La disposition de montage longitudinal du moteur de la Premier a été héritée, de même que la géométrie de la suspension avant et certaines parties du système de freinage. Le châssis lui-même est devenu une architecture flexible capable de prendre en charge les roues motrices avant ou arrière (désignées respectivement «LH» et «LX»). La conception du châssis était continuellement affinée au cours des années suivantes, car elle était à la base de plusieurs prototypes de Chrysler: la Chrysler Millennium de 1989 et l'Eagle Optima de 1990.La transmission a été inspirée par les transmissions automatiques Audi et ZF de la Premier.Empruntant fortement à la boîte automatique à montage transversal "Ultradrive" A604 (41TE) de Chrysler, elle est devenue la A606 (également appelée 42LE).Le moteur V6 3,3 L à tige de poussée standard a été joint en 1990 à un moteur SOHC de 3,5 L à quatre soupapes par cylindre. Pour la deuxième génération d'Intrepid R / T, le bloc a été refondu en aluminium dans le cadre d'une mise à niveau complète.
L'Intrepid de Dodge se décline en deux générations.

### Résumé de l'Intrepid
| Générations                                      | Production | Dérivés de chez Dodge/Chrysler | Modèles similaires                                                |
| ------------------------------------------------ | ---------- | ------------------------------ | ----------------------------------------------------------------- |
| Dodge Intrepid première génération (1993 - 1998) |            | Chrysler Intrepid              | Cadillac Catera ; Ford Crown Victoria (1992) ; Ford Taurus (1991) |
| Dodge Intrepid deuxième génération (1998 - 2004) |            | Chrysler Intrepid              | Cadillac CTS ; Ford Crown Victoria (1998) ; Ford Taurus (1999)    |

### Avant l'Intrepid
- Dodge Dynasty : routière fabriqué à partir de 1988.
- Dodge Monaco troisième génération : routière fabriqué à partir de 1989.

## Première génération (1993 - 1997)
La Dodge Intrepid première génération a été produite de 1993 à 1998, elle fut restylée en 1995. Elle a été remplacée en 1999 par la Dodge Intrepid deuxième génération.
La première génération de voitures à plate-forme LH a fait ses débuts au Salon international de l'auto de l'Amérique du Nord à Détroit en 1992 en tant que trois modèles de 1993: la Chrysler Concorde, la Dodge Intrepid (portant le nom de Chrysler au Canada) et l'Eagle Vision (portant également le nom de Chrysler en Europe et au Canada).
L'Intrepid était disponible en deux niveaux de finition: la base et l'ES plus sportive et mieux équipée, qui ajoutait des freins à disque aux quatre roues, des roues de 16 pouces avec de meilleurs pneus et un amortisseur de suspension "touring" plus rigide. Toutes les Intrepid ont reçu des airbags conducteur et passager avant, une rareté à l'époque, ainsi que la climatisation et la transmission automatique à quatre vitesses. Les freins antiblocage étaient en option, tout comme le contrôle de traction et le moteur SOHC de 3,5 L plus puissant évalué à (214 ch).
Le lancement de l'Intrepid a marqué une nouvelle image pour la marque Dodge, qui commencait à se commercialiser avec le slogan "The New Dodge", avec une campagne de marketing mettant en vedette l'acteur Edward Herrmann, qui allait continuer à servir de porte-parole de la marque pour le reste de la décennie.
Les changements ont été peu nombreux par rapport à la production initiale de cinq ans de l'Intrepid. Une nouvelle crémaillère de direction assistée à assistance variable a remplacé l'original pour 1994, permettant un stationnement plus facile tout en maintenant une sensation plus ferme à grande vitesse. Le réglage de suspension "touring" a également été fabriqué en standard dans le modèle de base cette année. Les freins antiblocage sont devenus de série dans l'ES en 1995, et en 1996, une nouvelle fonction de changement de vitesse manuelle pour la transmission automatique, appelée Autostick, a été héritée de l'Eagle Vision TSi: la première transmission de ce type disponible dans une voiture grand public. De plus, Chrysler a mis à jour la Dodge Intrepid pour l'année modèle 1995, en ajoutant le logo bélier de Dodge, qui était utilisé de 1994 à 2009. Chaque voiture utilise des feux de jour accentués de chrome avec des accents de couleur carrosserie. L'Intrepid a souvent été comparée aux Chevrolet Lumina et Ford Taurus et, dans une moindre mesure, aux Toyota Camry, Nissan Altima et Honda Accord.
Les Intrepid étaient construites dans l'usine de montage d'American Motors à Brampton, initialement établie pour fabriquer l'Eagle Premier, à Brampton, Ontario, Canada; et à l'usine Chrysler de Newark, Delaware.

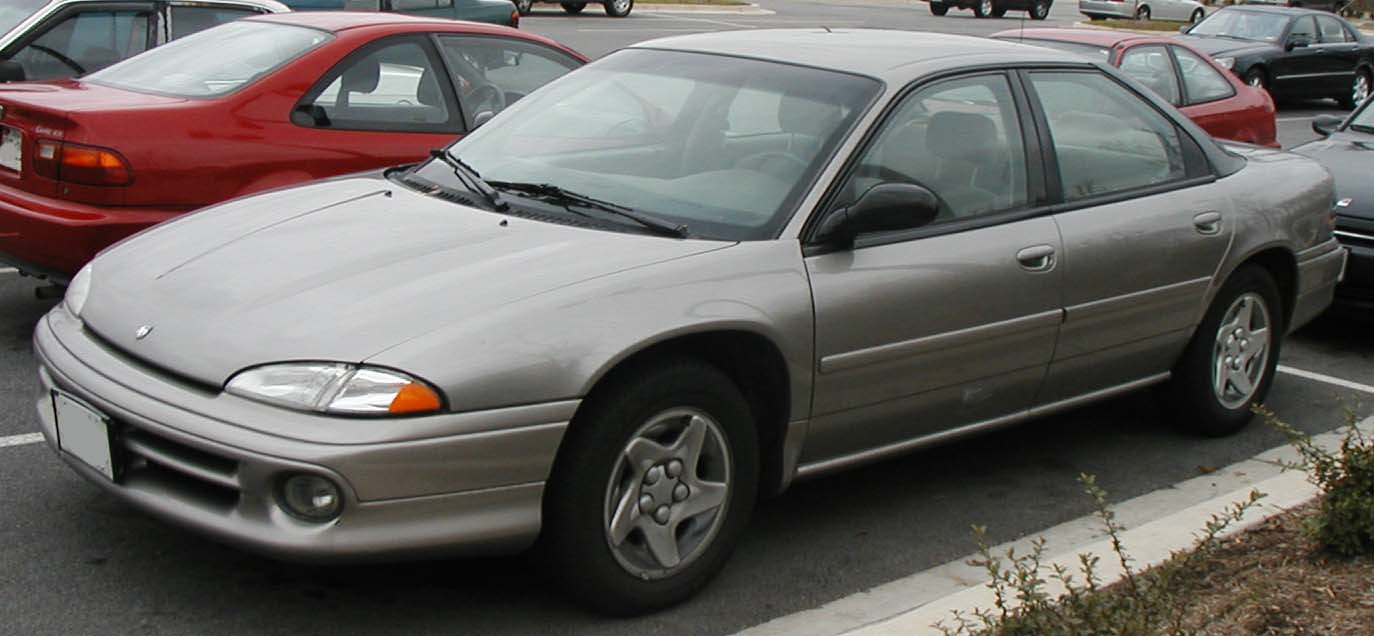
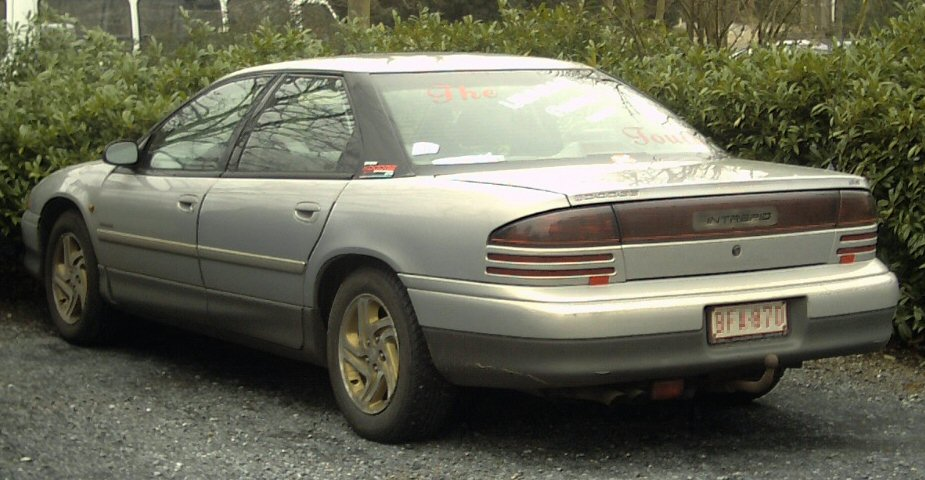

### Phase I
Elle fut produite de 1993 à 1995.

### Phase II
Elle fut produite de 1995 à 1998. Elle mesure 3 cm de plus de la phase I.

### Moteurs
- V6 OHV de 3.3 L
- V6 SOHC de 3.5 L

## Deuxième génération (1998 - 2004)
La Dodge Intrepid deuxième génération a été produite de 1998 à 2004. Elle a été remplacée la même année par la Dodge Charger.
Les voitures à plate-forme LH ont été repensées pour l'année modèle 1998, l'Intrepid de 1998 étant conçue par Robert Boniface et prenant 31 mois entre le gel de la conception et le début. Les moteurs ont été remplacés par deux nouvelles unités tout en aluminium: un V6 DOHC de 2,7 L, 200 ch (150 kW) pour les modèles de base et un V6 SOHC de 3,2 L, 225 ch (168 kW) pour l'ES. Un nouveau modèle R / T haut de gamme a été ajouté en 1999, dont la pièce maîtresse était une version redessinée du V6 de 3,5 L, produisant désormais 242 ch (180 kW) et 234 ch (174 kW) pour l'ES. Dans le même temps, le 3,2 L a été réduit à une option dans l'ES. L'Intrepid a été entièrement repensée pour l'année modèle 1998, arrivant dans les salles d'exposition fin 1997. Les coques de carrosserie ont été conçues pour être plus solides et plus rigides, ainsi que pour intégrer des supports de suspension à double cisaillement et une protection intégrée contre les chocs latéraux.
- 1999 : Modifications mineures aux panneaux intérieurs. Le système antivol Chrysler Sentry Key coupait le contact sauf si la clé appropriée était utilisée pour démarrer le moteur.
- 2000 : Nouvelle direction à assistance variable et changeur de CD à 4 disques au tableau de bord en option.
- 2002 : Le moteur de 3,2 L a été abandonné et de nouveaux enjoliveurs sont devenus disponibles. La R / T a reçu un supplément de 2 ch (1,5 kW) des changements de programmation PCM qui lui a permis d'avoir 244 ch (182 kW) sur un carburant à 89% d'octanes. C'est également l'année où DaimlerChrysler a commencé à réduire les coûts, ce qui a entraîné la suppression de diverses fonctionnalités de l'Intrepid. Les plus notables ont été la suppression de l'interrupteur des phares éclairé, interrupteur de commande de traction éclairé, interrupteurs de serrure et de fenêtre éclairés, lampes de courtoisie des portes (remplacées par des réflecteurs rouges), réceptacle de cendrier éclairé, doublure du couvercle de coffre, prise de courant dans l'accoudoir, emblèmes de porte, poche pour carte sous le siège conducteur et le schéma peinture noirci sur la face avant. La réduction des coûts a été l'une des raisons pour lesquelles les ventes de l'Intrepid ont commencé à chuter.
- 2003 : Aucune modification majeure n'a été apportée, à l'exception du changeur de CD à 4 disques au tableau de bord en option qui a été remplacé par le changeur de CD à 6 disques au tableau de bord en option. La R / T a été abandonnée en 2003, mais le nouveau modèle SXT a conservé le moteur 3,5 L à haut rendement avec une augmentation de puissance à 250 ch (186 kW). Le surnom SXT a finalement été utilisé dans toute la gamme des produits Dodge en tant que niveau de finition. L'Intrepid SXT était fondamentalement une Intrepid SE de base avec le moteur 3,5 H.O. emprunté à la R / T, avec des caractéristiques plus "sportives" comme un toit ouvrant et un becquet. C'était une finition ajoutée et classé comme une ES (SXT), mais avec moins de fonctionnalités que l'ES et un moteur plus puissant.
- 2004 : La popularité de l'Intrepid a diminué au cours de sa durée de vie de 12 ans. La conception de cabine avant, révolutionnaire en 1993, était devenue omniprésente, aboutissant à l'annulation de l'Intrepid. Toutes les Intrepid étaient construites dans l'ancienne usine d'assemblage d'AMC, à l'origine utilisée pour la fabrication de l'Eagle Premier, à Brampton, Ontario, Canada. Elles ont été remplacées par les nouveaux véhicules à plate-forme LX traction arrière; le Dodge Magnum de 2005 et la Dodge Charger de 2006. La dernière Intrepid est sortie de la chaîne de montage le 30 août 2003.

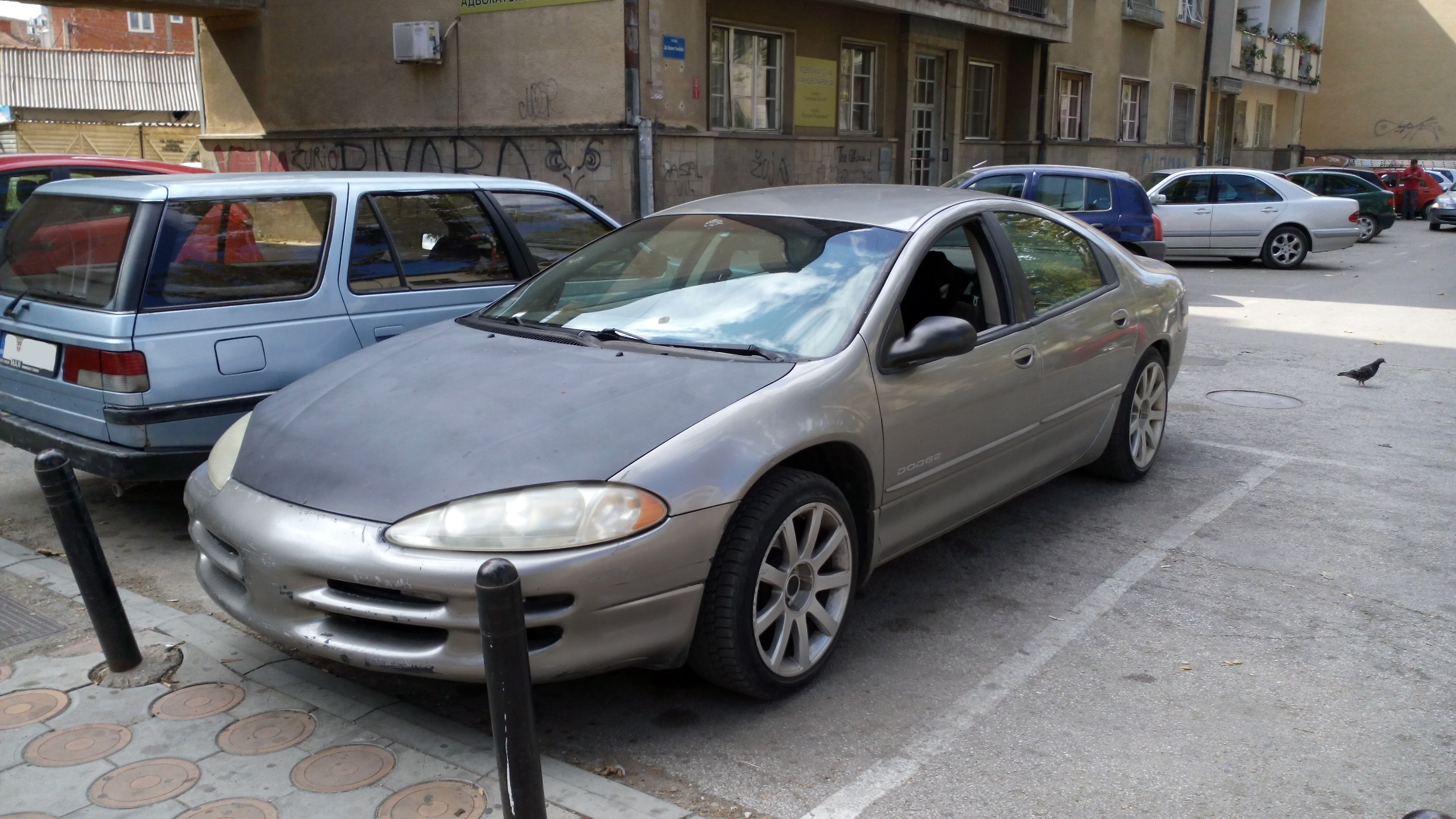
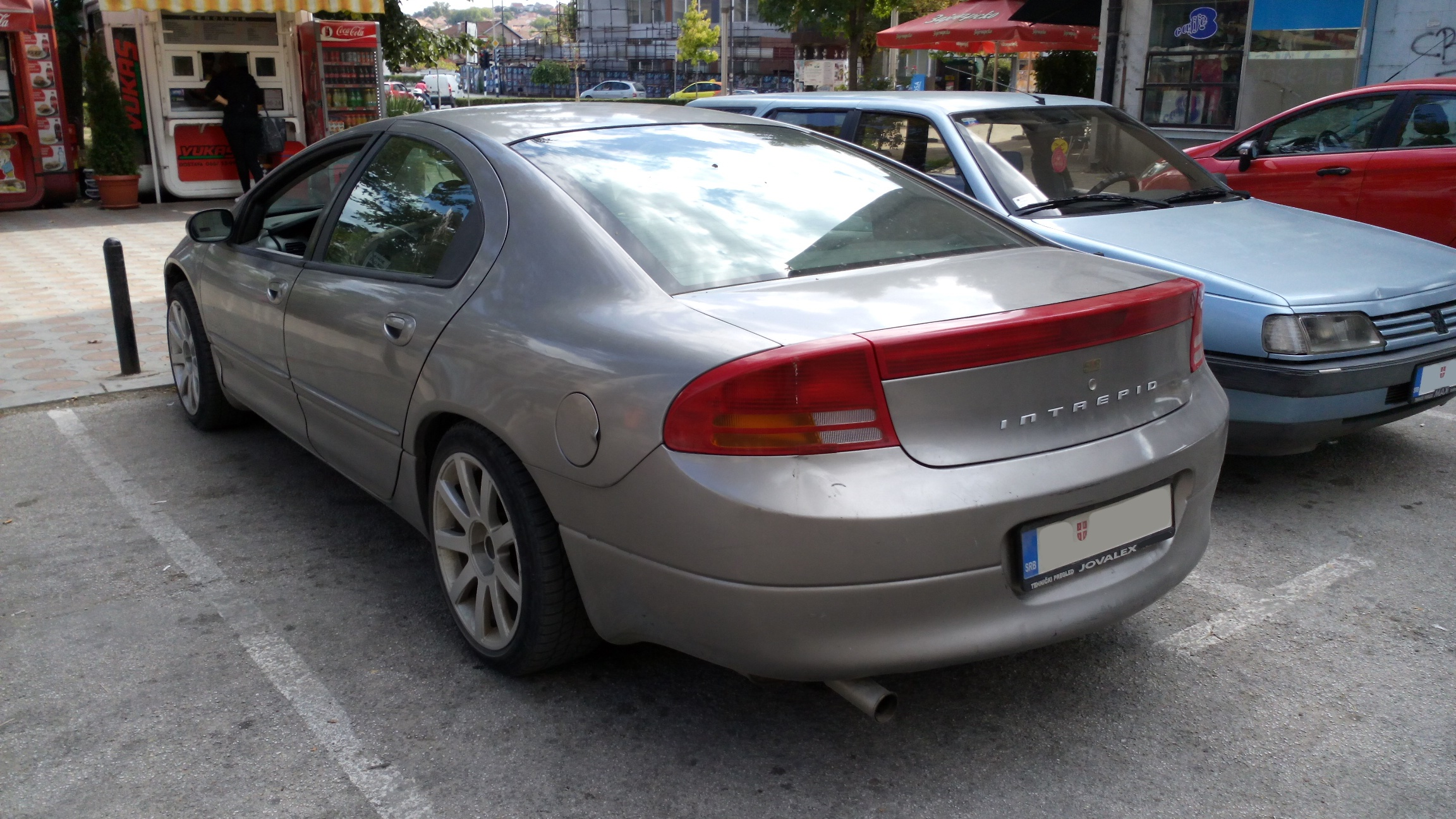

### Ventes aux flottes
La deuxième génération a été commercialisée pour les marchés commerciaux et gouvernementaux, en particulier les niveaux de finition de base (1998-2000) et SE (2001-2004). Une Intrepid finition de police a été vendue de 2003 à 2004, semblable aux anciennes Chevrolet Caprice ou Ford Crown Victoria à traction arrière. Ces finitions présentaient des différences de style distinctives (telles que de petits capuchons de moyeu) et un câblage supplémentaire pour supporter les gyrophares dans le coffre et à l'avant dans la calandre. Le moteur V6 de 3.5 trouvé dans les R / T & SXT était standard dans la finition de police. Ces finitions et certaines finitions non policières (non commerciaux) comprenaient des évents d'admission frontaux en plastique qui acheminaient l'air sur les rotors pour un refroidissement et une puissance d'arrêt supplémentaires.

### Moteurs
- 1997-2004 : V6 2.7 L de 200 ch (150 kW)
- 1997-2001 : V6 3.2 L de 225 ch (168 kW)
- 1999-2004 : V6 3.5 L de 234 ch (174 kW)
- 1999-2001 : V6 HO 3.5 L de 242 ch (180 kW)
- 2001-2003 : V6 HO 3.5 L de 244 ch (182 kW)
- 2003-2004 : V6 HO 3.5 L de 250 ch (186 kW)

### Sport automobile

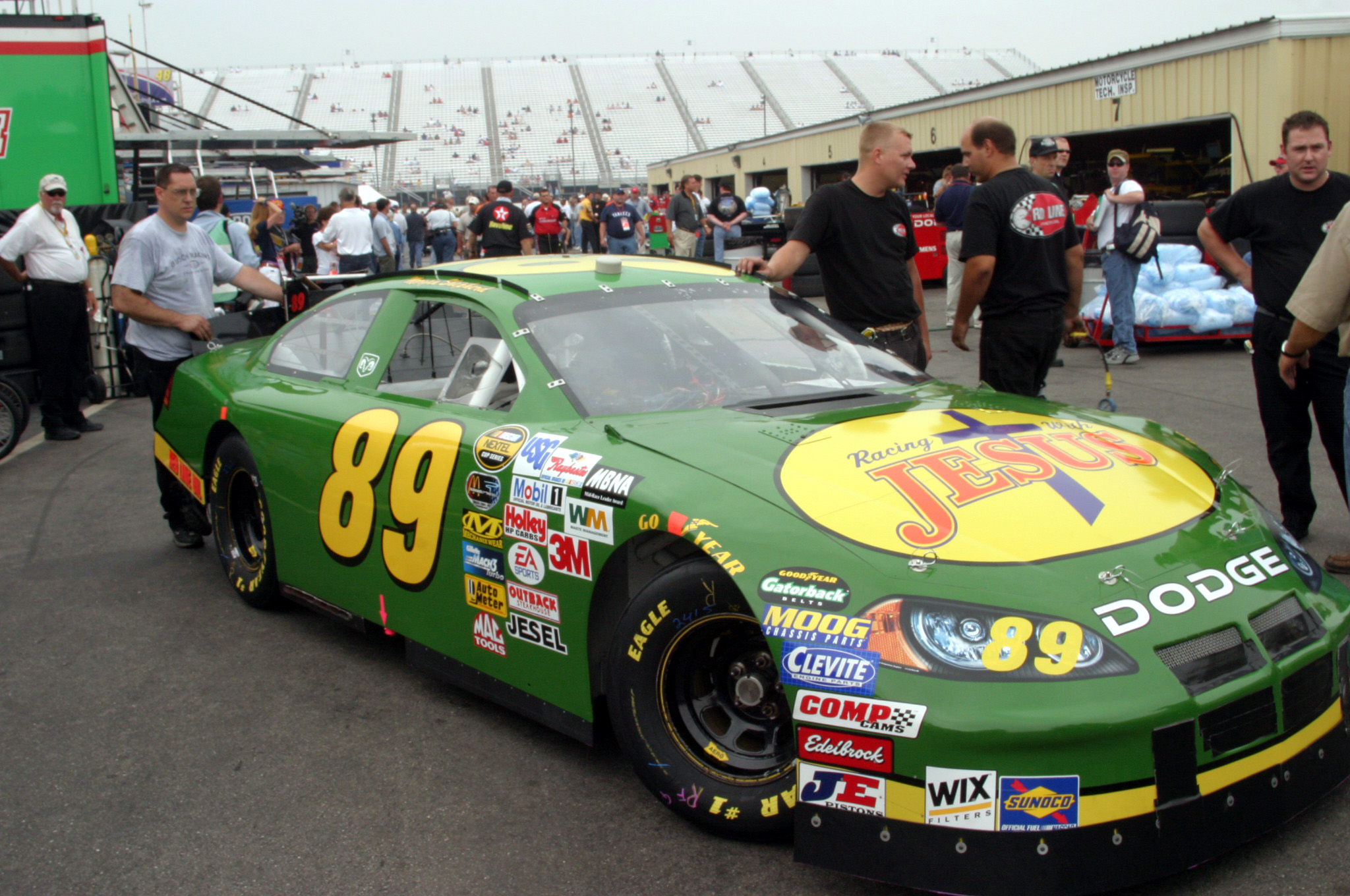

- Dodge Intrepid (NASCAR) : version destinée aux courses de NASCAR.

En 2001, l'Intrepid a fait ses débuts sur le circuit NASCAR, signifiant le retour de Dodge en compétition NASCAR après une interruption de 18 ans. Les pilotes de la campagne initiale de Dodge étaient Bill Elliott, Kasey Kahne, Jason Leffler, Ward Burton, Sterling Marlin, John Andretti, Casey Mears, Jamie McMurray, Buckshot Jones, Kyle Petty, Stacy Compton, Dave Blaney, Jeremy Mayfield et Casey Atwood. Marlin a été le premier à gagner avec une Dodge, donnant à la marque sa première victoire depuis la victoire de Neil Bonnett en 1977 en Ontario. L'Intrepid a continuée en NASCAR jusqu'en 2005, lorsque Dodge est passé à la Charger.

## Concepts électriques hybrides
Article principal: Dodge Intrepid ESX
À la fin des années 1990, Chrysler a utilisé l'Intrepid comme plate-forme de recherche pour un véhicule électrique hybride dans une configuration diesel-électrique. Trois variantes ont été construites, l'Intrepid ESX, ESX II et ESX III. Le premier véhicule a été construit dans une configuration hybride de série, tandis que les deux suivants étaient considérés comme des hybrides doux. Ces tentatives ont été tentées entre 1997 et 1998.
L'équipe de conception de l'ESX s'est fixé un objectif élevé: rendre le véhicule capable de siroter de l'essence au taux de 80 miles par gallons US (2,9 litres aux 100 km; 96 miles par gallon impériaux), mais le véhicule final n'a atteint que 55 miles par gallons US (4,3 litres aux 100 km; 66 miles par gallon impériaux). Le chiffre était impressionnant pour un tel véhicule. Cependant, la voiture utilisait un certain nombre de matériaux exotiques, ce qui aurait rendu le coût excessif si elle serait entrer en production à grande échelle. On estimait que la voiture coûterait 80 000 $, soit environ 60 000 $ de plus qu'une Intrepid ordinaire. Une partie de cette augmentation de prix était causée par l'utilisation de batteries au plomb.
L'équipe de l'ESX II s'est fixé un objectif un peu plus modeste de 70 miles par gallons US (3,4 litres aux 100 km; 84 miles par gallon impériaux). Le véhicule a été rendu beaucoup plus léger que la normale en utilisant un cadre en aluminium et un matériau composite en fibre de carbone. Cette version ne coûte qu'environ 37 000 $, soit environ 15 000 $ de plus qu'une Intrepid standard. Cette version utilisait des batteries en nickel-hydrure métallique.
Le troisième véhicule, l'ESX III, avait un kilométrage cible de 72 miles par gallons US (3,3 litres aux 100 km; 86 miles par gallon impériaux). Elle utilisait des matériaux moins chers, tels que du thermoplastique moulé par injection au lieu de fibre de carbone. Le coût estimé n'était que d'environ 7 500 $ de plus qu'un véhicule standard, ce qui donnait un total d'environ 30 000 $. L'ESX III utilisait des batteries lithium-ion.

## Niveaux de finition
- Base : 1993-2000
- ES : 1993-2004
- Motorsports Edition : 2000-2001
- SE : 2001-2004
- Sport : 1995-1997
- R/T : 1999-2002
- SXT : 2002-2004
- SST : 2002-2003[7]

## Récompenses
L'Intrepid et la Concorde figuraient sur la liste des dix meilleures du magazine Car and Driver pour 1993 et 1994. L'Intrepid de deuxième génération a de nouveau figurée sur la liste pour 1998 et 1999. Les deux générations ont remporté le prix «Best Buy» du Consumer Guide.

## Boues de pétrole
Certains moteurs V6 2,7 L de la deuxième génération ont subi des pannes en raison de contamination par des boues de pétrole,. En février 2009, cinq actions collectives distinctes liées au défaut présumé de boues de pétrole ont été regroupées dans le district du New Jersey. Ces problèmes surviennent lorsque de fins passages d'huile moteur se bouchent avec des boues et entraînent souvent une panne catastrophique du moteur. Un nombre inconnu de propriétaires d'Intrepid ont été touchés. Les correctifs incluent un passage à de l'huile synthétique, une inspection, voire le remplacement du moteur. Au cours de la procédure de mise en faillite de Chrysler, les groupes de défense des consommateurs craignaient que la vente «libre et claire» d'actifs de Chrysler à «New Chrysler» ne permette au constructeur automobile d'éviter toute responsabilité pour le défaut des boues de pétrole.

## Production
La Dodge Intrepid a fait ses débuts au Salon international de l'automobile d'Amérique du Nord à Détroit en 1992 et a été commercialisée sous la marque Chrysler au Canada. Les modèles Intrepid ont été construits dans l'usine de Brampton (ex American Motors), à Brampton, en Ontario, au Canada et dans l'usine Chrysler de Newark, dans le Delaware. Le dernier exemplaire de la Dodge Intrepid II est sorti de la chaîne de montage le 30 août 2004.
| Année      | 1993   | 1994    | 1995    | 1996    | 1997    | 1998    | 1999    | 2000    | 2001    | 2002    | 2003    | 2004   | 2005  |     |
| Génération | I      | I       | I       | I       | I       | II      | II      | II      | II      | II      | II      | II     | II    |     |
| Production | 81 236 | 155 170 | 178 679 | 145 167 | 151 404 | 110 499 | 144 355 | 174 607 | 143 840 | 109 098 | 111 356 | 76 473 | 7 880 | 298 |